# Kanadi-koningsmakreel
De Kanadi-koningsmakreel (Scomberomorus plurilineatus) is een straalvinnige vis uit de familie van makrelen (Scombridae) en behoort derhalve tot de orde van baarsachtigen (Perciformes). De vis kan een lengte bereiken van 120 cm.

## Leefomgeving
Scomberomorus plurilineatus is een zoutwatervis. De vis prefereert een subtropisch klimaat en leeft hoofdzakelijk in de Indische Oceaan. De diepteverspreiding is 50 tot 200 m onder het wateroppervlak.

## Relatie tot de mens
Scomberomorus plurilineatus is voor de visserij van aanzienlijk commercieel belang. In de hengelsport wordt er weinig op de vis gejaagd.